# Janine Viénot
Pour les articles homonymes, voir Vienot.
Janine Renée Simone Vienot, née le 27 juillet 1919 à Beaune (Côte-d'Or) et morte le 13 septembre 2016 à Courbevoie (Hauts-de-Seine), est une actrice française. 
Elle a été l'épouse de l'acteur et imprésario Jean Devalde (1888-1982) de 1957 à sa mort.

## Filmographie
- 1939 : Angélica de Jean Choux
- 1939 : Après Mein Kampf, mes crimes d'Alexandre Ryder
- 1939 : Les Gangsters du château d'If de René Pujol
- 1939 : La Piste du nord (ou La Loi du nord) de Jacques Feyder
- 1939 : Pièges de Robert Siodmak
- 1940 : Ceux du ciel de Yvan Noé
- 1940 : Vingt-quatre Heures de perm' de Maurice Cloche
- 1941 : Les Jours heureux de Jean de Marguenat
- 1941 : Premier bal de Christian-Jaque
- 1942 : Le Comte de Monte-Cristo de Robert Vernay, première partie : « Edmond Dantès »
- 1942 : L'Inévitable Monsieur Dubois de Pierre Billon
- 1942 : Mahlia la métisse de Walter Kapps
- 1942 : Mariage d'amour d'Henri Decoin
- 1943 : L'Homme de Londres de Henri Decoin
- 1944 : Le Bossu de Jean Delannoy
- 1945 : Boule de Suif de Christian-Jaque
- 1945 : Dernier Métro de Maurice de Canonge
- 1945 : Mission spéciale de Maurice de Canonge
- 1946 : L'Idiot de Georges Lampin
- 1946 : Les Chouans d'Henri Calef
- 1946 : Monsieur de Falindor de René Le Hénaff
- 1946 : Rumeurs de Jacques Daroy
- 1947 : Les amoureux sont seuls au monde d'Henri Decoin
- 1947 : Émile l'Africain de Robert Vernay
- 1947 : Monsieur Vincent de Maurice Cloche
- 1948 : Aux yeux du souvenir de Jean Delannoy
- 1948 : D'homme à hommes de Christian-Jaque
- 1948 : Docteur Laennec de Maurice Cloche
- 1948 : Entre onze heures et minuit d'Henri Decoin
- 1949 : Ce siècle a cinquante ans de Denise Tual
- 1950 : Né de père inconnu de Maurice Cloche
- 1951 : Chacun son tour d'André Berthomieu
- 1951 : Le Plaisir de Max Ophüls, dans le sketch  « Le Masque »
- 1952 : Adorables Créatures de Christian-Jaque
- 1954 : Madame du Barry de Christian-Jaque

## Théâtre
- 1939 : Ondine de Jean Giraudoux, mise en scène Louis Jouvet,   théâtre de l'Athénée